# 卡里克 (加利福尼亞州)
卡里克（英語：Carrick）是位於美國加利福尼亞州錫斯基尤縣的一個人口普查指定地區。

## 地理
卡里克的座標為41°26′46″N 122°21′48″W / 41.44611°N 122.36333°W，而該地最高點為海拔高度1066米（即3497英尺）。

## 人口
根據2010年美國人口普查的數據，卡里克的面積為0.152平方千米，均為陸地。當地共有人口131人，而人口密度為每平方千米861人。